# 川蔓藻属
川蔓藻属又名川蔓草属、流蘇菜屬（學名：Ruppia），为川蔓藻科下唯一一属，包含1-10个种，广泛分布在全球温带和亚热带的咸水中，水生草本，花无花被，顶生穗状花序；果实为有长柄和有悬垂的种子。
本科植物原来被分到眼子菜科中的一属，1981年的克朗奎斯特分类法将其单独列为一个科，放到茨藻目中，1998年根据基因亲缘关系分类的APG 分类法将其合并到泽泻目中。
本科植物和同是生长在咸水中的丝粉藻科和波喜荡草科亲缘较近，根据AP-网站 （页面存档备份，存于）这三科是同源类植物。

## 下属物种
- 長梗川蔓藻 Ruppia cirrhosa
- 川蔓藻 Ruppia maritima